# タイムラプス・オブ・ザ・フューチャー
『タイムラプス・オブ・ザ・フューチャー: ア・ジャーニー・トゥ・ジ・エンド・オブ・タイム』（Timelapse of the Future: A Journey to the End of Time）は、2019年の、アメリカ合衆国の音楽家及び映像制作者であるジョン・D・ボズウェルが制作した、天文学を主題にした多感覚を基調とする短編仮説アニメーション・ドキュメンタリーウェブフィルム。

## 受賞歴
| 年     | 部門                 | 賞                   | 結果       |
| ------ | -------------------- | -------------------- | ---------- |
| 2019年 | N/A                  | 知識の世界国際映画祭 | ノミネート |
| 2020年 | 科学と教育の一般動画 | ウェビー賞           | 受賞       |

### 映画
- 2012
- ジオストーム
- 解明・宇宙の仕組み
- ノア 約束の舟
- ディープ・インパクト
- ボヤージュ・オブ・タイム